# Kurt Lebenstedt
Kurt Lebenstedt (* 19. August 1899 in Aschersleben; † 1945 in einem sowjetischen Lager) war ein deutscher Politiker.

## Leben
Als Sohn eines Fabrikbesitzers geboren, ging Lebenstedt auf das Stephaneum in Aschersleben und besuchte die Oberrealschule in Quedlinburg, bevor er in Berlin und Göttingen Rechtswissenschaften studierte. Am Ersten Weltkrieg nahm er von 1917 bis 1918 als Kriegsfreiwilliger teil und kehrte mit einer Verwundung zurück. Während seines Studiums wurde er 1920 Mitglied der Burschenschaft Primislavia Berlin. Nach seinen Examen wurde er 1930 Gerichtsassessor am Amtsgericht Quedlinburg und war dann von 1930 bis 1933 als Rechtsanwalt in Aschersleben tätig. In dieser Zeit war er auch Rechtsberater der NSDAP-Ortsgruppe Aschersleben, in die er zum 1. August 1932 eintrat (Mitgliedsnummer 1.226.164). 1933 wurde er kommissarischer Oberbürgermeister von Aschersleben, am 1. September 1933 dann als Oberbürgermeister von Burg bei Magdeburg eingesetzt. Er wurde SA-Hauptsturmführer und Rechtsberater der Standarte 67. 1945 wurde er von der sowjetischen Besatzungsmacht in ein Lager verschleppt, wo er starb.